# Storvreta
Storvreta är en tätort i Ärentuna socken i  Uppsala kommun, 15 kilometer norr om Uppsala. Den är ett pendlarsamhälle med lokaltågsstation vid Ostkustbanan och en förort till Uppsala. Storvreta är idag Uppsala kommuns tredje största tätort, efter Uppsala och Sävja.

## Historia
Storvreta har rötter från stenåldersbosättningar, men härstammar till största delen från bronsåldern, utvecklades till en jordbruksby och senare till ett stationssamhälle. Tidigare (se 1861 års häradskarta) hörde Storvreta till Rasbo Härad och Lena församling. År 1929 bestod Storvreta av fem lantbruk. Det fanns två snickerifabriker (varav den ena tillverkade biografinredningar), två livsmedelsbutiker, ett pensionat och en järnvägsstation. I utkanten av samhället fanns också en minkfarm.
Bron som i dagsläget förbinder ortens norra in- och utfart med länsväg 290 byggdes 1925–30 av militären. Därefter har den byggts om och är idag den tredje bron som hjälper ortsborna över Fyrisån. Järnvägsstationen uppfördes 1876, men revs 1967. 
En telegrafstation uppfördes i anslutning till järnvägsstationen 1878 och 1900 inrättades en telefonstation (växeltelefonstation) då telefonledningen Uppsala-Storvreta byggts.
Enligt 1920 års telefonlista fanns det 23 abonnenter. 1930 var antalet uppe i 34, och 1954 fanns det 192 abonnenter.
På grund av avståndet till Ärentuna kyrka byggdes en församlingsgård med kapell. Församlingsgården stod färdig 1979, och byggdes ut 2006.

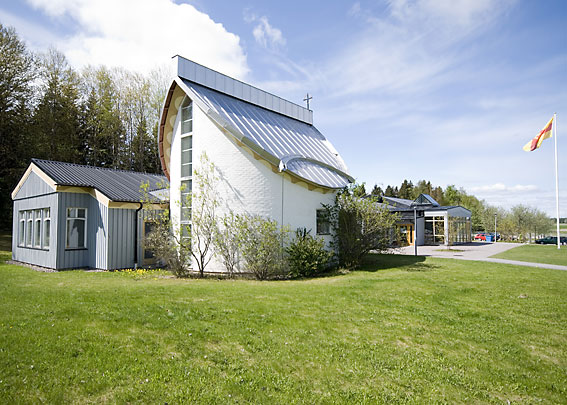
Storvreta kapell.

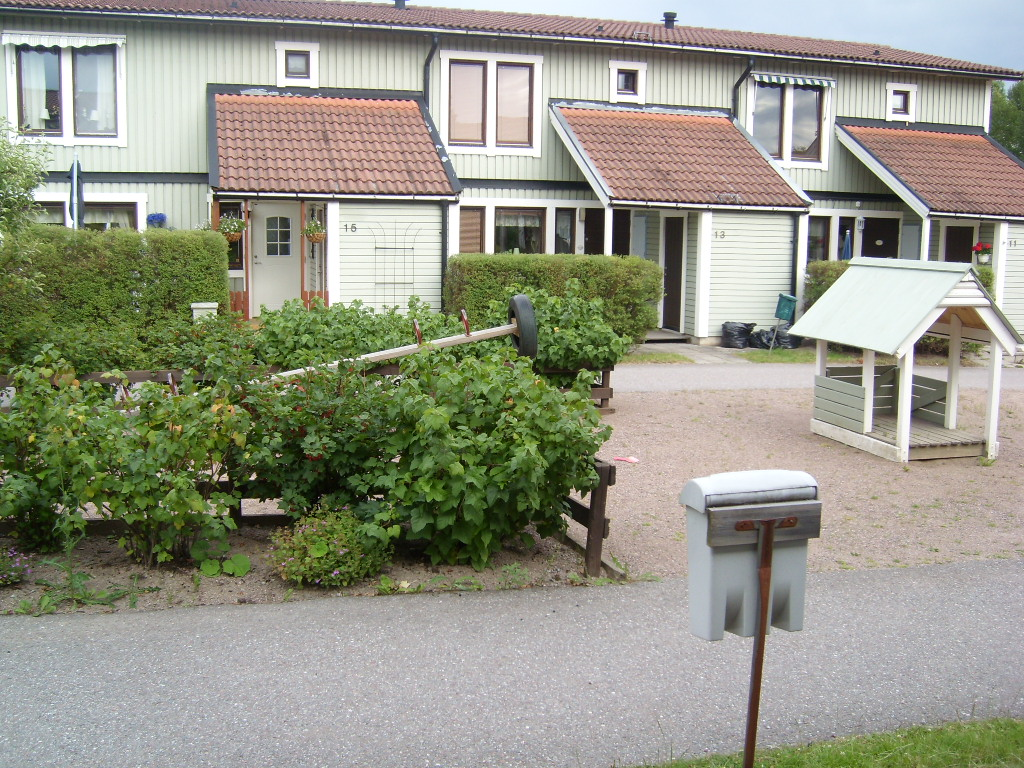
Radhus i bostadsområdet Lyckebo.

Under 1980-talet byggdes stora delar av Storvreta ut, med bland annat de två bostadsområdena Adolfsberg och Lyckebo. Även under 1990-talet genomgick orten stora förändringar. Då byggdes centrum om, och ett nytt bibliotek uppfördes; ett tidigare folkbibliotek som var inrymt i Ärentunaskolan totalförstördes då skolan brann ner 1986. Dessutom byggdes två viadukter under järnvägen.
Skandinaviens största reggaefestival, Uppsala Reggae Festival, arrangerades 2003 vid Ekeby Qvarn strax utanför Storvreta. År 2006 hade Novemberkåsan både start och målgång i Storvreta.

### Befolkningsutveckling
| Befolkningsutvecklingen i Storvreta 1950–2020Statistiska centralbyrån: | Befolkningsutvecklingen i Storvreta 1950–2020Statistiska centralbyrån: | Befolkningsutvecklingen i Storvreta 1950–2020Statistiska centralbyrån: | Befolkningsutvecklingen i Storvreta 1950–2020Statistiska centralbyrån: | Befolkningsutvecklingen i Storvreta 1950–2020Statistiska centralbyrån: |
| ---------------------------------------------------------------------- | ---------------------------------------------------------------------- | ---------------------------------------------------------------------- | ---------------------------------------------------------------------- | ---------------------------------------------------------------------- |
|                                                                        |                                                                        |                                                                        |                                                                        |                                                                        |
| År                                                                     |                                                                        |                                                                        | Folkmängd                                                              | Areal (ha)                                                             |
| 1950                                                                   | 1950                                                                   |                                                                        | 600                                                                    |                                                                        |
| 1960                                                                   | 1960                                                                   |                                                                        | 663                                                                    |                                                                        |
| 1965                                                                   | 1965                                                                   |                                                                        | 1 172                                                                  |                                                                        |
| 1970                                                                   | 1970                                                                   |                                                                        | 1 938                                                                  |                                                                        |
| 1975                                                                   | 1975                                                                   |                                                                        | 2 827                                                                  |                                                                        |
| 1980                                                                   | 1980                                                                   |                                                                        | 3 436                                                                  |                                                                        |
| 1990                                                                   | 1990                                                                   |                                                                        | 5 932                                                                  | 271                                                                    |
| 1995                                                                   | 1995                                                                   |                                                                        | 6 550                                                                  | 285                                                                    |
| 2000                                                                   | 2000                                                                   |                                                                        | 6 431                                                                  | 285                                                                    |
| 2005                                                                   | 2005                                                                   |                                                                        | 6 083                                                                  | 287                                                                    |
| 2010                                                                   | 2010                                                                   |                                                                        | 6 347                                                                  | 304                                                                    |
| 2015                                                                   | 2015                                                                   |                                                                        | 6 340                                                                  | 314                                                                    |
| 2020                                                                   | 2020                                                                   |                                                                        | 6 360                                                                  | 318                                                                    |
|                                                                        |                                                                        |                                                                        |                                                                        |                                                                        |

## Samhället
Inom Storvreta finns idag en vårdcentral och en folktandvårdsklinik samt ett antal affärer, varav två livsmedelsbutiker.
Här finns Storvreta kapell inom Svenska kyrkan samt Lyckebokyrkan inom Equmeniakyrkan.
I Storvreta finns bland annat fritidsgård, fritidsklubb, bibliotek, förskola, grundskola, äldreomsorg, restaurang, deltidsbrandkår, reningsverk, frisör och elljusspår.

## Kommunikationer
Strax utanför samhället går motorvägen E4 till bland annat Uppsala, Gävle, Arlanda och Stockholm. Trafikplats Fullerö (avfart nummer 189) ligger en bit söder om samhället. Precis utanför samhället passerar länsväg 290 mot Vattholma, Österbybruk och Forsmark. 
Med UL finns busstrafik bland annat till Uppsala Resecentrum.

### Storvreta järnvägsstation
Järnvägsstationen på linjen Uppsala–Gävle öppnades den 15 december 1874, stängdes den 12 maj 1968, men återöppnades den 19 augusti 1991. Sedan dess stannar Upptåget (numera Mälartåg) vid Storvreta station. Det är en av fyra stationer med reguljär persontrafik i Uppsala kommun.

## Idrott
Samhället är känt för sin innebandyklubb, Storvreta IBK, som har varit världens största. Klubbens A-lag är flerfaldiga svenska mästare efter att ha vunnit Svenska Superligan (före detta Elitserien) tre år i rad säsongerna 2009/2010, 2010/2011 och 2011/2012. Vid nyår varje år anordnar klubben Storvretacupen för ungdoms- och juniorlag.
I Storvreta finns även idrottsklubben Storvreta IK, med aktiviteter inom fotboll, bordtennis, och längdskidåkning. Under perioden 1976-1986 arrangerade Storvreta IK den internationella längdskidstävlingen Storvretaloppet där stora delar av den skandinaviska eliten deltog .
Skogsvallen IP är samlingspunkt för mycket av idrottsverksamheten i Storvreta. Här finns ett flertal fotbollsplaner, el-ljus spår, på sommaren tid för löpning men vinter tid för skidåkning. Storvreta IK har även utrustning för att konstsnö.
Vid tipp-toppen finns även friluftsfrämjandets stuga, här finns en stor pulkabacke samt även ett flertal grillplatser och en större lekplats. Här utgår även flera vandringsleder in i Storskogen samt Storvretas MTB-banan.